# 大连英博足球俱乐部
大连英博足球俱乐部（英語：Dalian Yingbo Football Club），是一家位于中国辽宁省大连市的足球俱乐部，成立于2021年。2025赛季获得獐子岛海洋发展集团的冠名赞助，以“大连英博海发队”的名称，征战于中国足球超级联赛。

## 球队历史

### 中冠时期
2021年12月24日，大连读行俱乐部成立。
2022年初，大连读行网罗多名大连籍中超、中甲球员以组建一线队。
在2022年中国足球协会会员协会冠军联赛，预赛阶段，大连读行从4月-5月进行的中冠联赛（大连赛区）资格赛中成功晋级，进入全国大区赛。
2022年6月1日，大连读行在抽签中被分至东北一区（日照赛区）I组，对同组对手日照宇启和长春金麒麟两战皆胜，晋级赛区交叉淘汰赛。淘汰赛中，大连读行双回合总比分5-2击败临沂红箭成功晋级全国总决赛阶段。10月-11月的全国总决赛，大连读行抽签后分至A组。总决赛阶段7场比赛取得4胜2平1负战绩排名A组第二，晋级首轮排位赛。排位赛首轮九十分钟战完，1-1平合肥城市，加时点球胜出，得以晋级第二轮排位赛。次轮淘汰赛4-1战胜天津富晟，排位总决赛第四名拿到中乙联赛最后一张入场券。

### 中乙时期
2023年3月21日，因俱乐部中性名政策，大连读行正式更名为大连智行。
2023年中国足球乙级联赛预赛阶段，大连智行的表现优异，14场比赛取得9胜4平1负的战绩，高居榜首，进入争冠组。争冠组比赛中，大连智行8场比赛取得5胜1平2负战绩排名第二，升入2024年中国足球甲级联赛。

### 中甲时期
2024年初，大连人职业足球俱乐部宣布解散，这也宣布自中国足球职业联赛创立三十五年以来、继2014年底大连阿尔滨降入中甲联赛后，大连球队再次缺席顶级联赛舞台，而大连英博接替复兴大连足球的接力棒。
2023赛季中期，大连智行因实际投资方大连山海慧发展（集团）有限公司，涉嫌非法集资被大连市公安局冻结股权，球队需要被拍卖。第一轮拍卖时虽一度传出买家是辽宁好物严选集团有限公司，但最后流拍。最终在第二次拍卖时，由大连统顺建设发展集团有限公司收购全部股份，并更名为大连英博。
2024年11月3日，中甲联赛第三十轮，大连英博主场迎战上海嘉定汇龙，朱鹏宇打入绝杀进球，帮助球队以2-1击败对手，成功升入中超。本场比赛共有60951名球迷来到梭鱼湾足球场，成功又一次刷新中甲上座人数纪录，同时也是本赛季全中国足球比赛中上座人数最高的一场，也是历史上中国职业联赛上座人数第二高的比赛。

### 中超时期
2025年，大连英博征战中超联赛。3月29日，大连英博迎来队史首场中超主场比赛，共计60126名球迷入场观赛，一跃成为中超联赛历史第二、中国足球职业联赛历史第三的上座人数，是役大连英博2-0战胜长春亚泰，取得了队史中超首胜和队史中超主场首胜。5月5日，大连英博对阵北京国安，总计入场2704名远征球迷，同时本场上座人数为61185人，赛季第三次打破中超历史观赛人数榜二，并再次刷新由自己创造的中国足球职业联赛上座人数榜二记录。截止5月5日，大连英博的平均上座人数已经能够排到世界前二十的水准。
截止5月5日，大连英博赛季11场比赛3胜4平4负，积13分，创造了近15年大连球队的最佳战绩。

## 现役阵容
| 号码   | 国籍                  | 球员                | 位置   | 生日           | 加盟年份 | 身高 [cm] |        |        |        |        |
| 守门员 | 守门员                | 守门员              | 守门员 | 守门员         | 守门员   | 守门员    | 守门员 | 守门员 | 守门员 | 守门员 |
| ------ | --------------------- | ------------------- | ------ | -------------- | -------- | --------- | ------ | ------ | ------ | ------ |
| 1      | 中国                  | 葛彭                | 守门员 | 2001年1月20日  | 2023年   | 188       |        |        |        |        |
| 17     | 中国                  | 隋维杰              | 守门员 | 1983年4月6日   | 2024年   | 188       |        |        |        |        |
| 26     | 中国                  | 黄子豪              | 守门员 | 2001年6月9日   | 2025年   | 190       |        |        |        |        |
| 后卫   |                       |                     |        |                |          |           |        |        |        |        |
| 2      | 马里                  | 马马杜·特拉奥雷**   | 后卫   | 1994年10月3日  | 2025年   | 191       |        |        |        |        |
| 3      | 中国                  | 赵佳楠*             | 后卫   | 2004年8月11日  | 2025年   | 173       |        |        |        |        |
| 5      | 中国                  | 晋鹏翔              | 后卫   | 1990年1月25日  | 2024年   | 188       |        |        |        |        |
| 6      | 中国                  | 宋岳                | 后卫   | 1991年11月20日 | 2025年   | 184       |        |        |        |        |
| 8      | 中国                  | 赵学斌              | 后卫   | 1993年1月12日  | 2023年   | 183       |        |        |        |        |
| 30     | 中国                  | 温家宝              | 后卫   | 1999年1月2日   | 2025年   | 177       |        |        |        |        |
| 31     | 中国                  | 崔麒                | 后卫   | 1997年10月26日 | 2025年   | 180       |        |        |        |        |
| 33     | 中国                  | 曹海清              | 后卫   | 1993年9月28日  | 2025年   | 175       |        |        |        |        |
| 中场   |                       |                     |        |                |          |           |        |        |        |        |
| 4      | 北馬其頓 · 阿尔巴尼亚 | 阿利米**            | 中场   | 1994年2月2日   | 2025年   | 186       |        |        |        |        |
| 18     | 中国                  | 刘逸                | 中场   | 1997年1月26日  | 2025年   | 177       |        |        |        |        |
| 20     | 中国                  | 王成快              | 中场   | 1995年1月23日  | 2025年   | 187       |        |        |        |        |
| 21     | 中国                  | 吕鹏                | 中场   | 1989年10月28日 | 2024年   | 182       |        |        |        |        |
| 23     | 中国                  | 黄山*               | 中场   | 2006年3月23日  | 2024年   | 165       |        |        |        |        |
| 28     | 中国                  | 费煜                | 中场   | 1991年2月6日   | 2024年   | 187       |        |        |        |        |
| 29     | 中国                  | 孙铂                | 中场   | 1991年1月22日  | 2023年   | 177       |        |        |        |        |
| 38     | 中国                  | 吕焯毅              | 中场   | 2001年4月16日  | 2024年   | 175       |        |        |        |        |
| 40     | 中国                  | 廖锦涛              | 中场   | 2000年2月24日  | 2025年   | 177       |        |        |        |        |
| 前锋   |                       |                     |        |                |          |           |        |        |        |        |
| 7      | 巴西 · 保加利亚       | 卡兰加**            | 前锋   | 1991年4月14日  | 2024年   | 189       |        |        |        |        |
| 9      | 中国                  | 闫鹏                | 前锋   | 1995年5月27日  | 2022年   | 180       |        |        |        |        |
| 10     | 摩洛哥 · 荷兰         | 扎卡里亚·拉布亚德** | 前锋   | 1993年3月9日   | 2025年   | 175       |        |        |        |        |
| 11     | 瑞士 · 安哥拉         | 塞法斯·马莱莱**     | 前锋   | 1994年1月8日   | 2025年   | 185       |        |        |        |        |
| 15     | 中国                  | 刘祝润              | 前锋   | 2001年10月6日  | 2025年   | 183       |        |        |        |        |
| 16     | 中国                  | 朱鹏宇*             | 前锋   | 2005年5月9日   | 2024年   | 189       |        |        |        |        |
| 17     | 中国                  | 杨铭锐*             | 前锋   | 2007年4月5日   | 2024年   | 180       |        |        |        |        |
| 22     | 中国                  | 毛伟杰*             | 前锋   | 2005年5月28日  | 2024年   | 175       |        |        |        |        |
| 39     | 中国                  | 阎相闯              | 前锋   | 1986年9月5日   | 2024年   | 174       |        |        |        |        |
| 42     | 中国                  | 于卓威*             | 前锋   | 2006年8月15日  | 2024年   | 180       |        |        |        |        |

- 【*】：符合中国足协规定的U21球员
- 【**】：外援球员

## 球队名称历史
- 大连读行 2021.12.24-2023.03.21
- 大连智行 2023.03.21-2024.01.08
- 大连英博 2024.1.29-至今

## 争议事件

### 与辽宁铁人的争议
2024赛季伊始，时任辽宁铁人俱乐部副总经理金焱在俱乐部官方抖音账号与球迷直播互动时，公开发表“我一生中最好的朋友是大连人，我最讨厌的也是一部分大连人……”的言论，并提到了大连市被殖民的历史，来抨击大连的文化是“不好的、敌对的文化”，引发了大连市民强烈愤慨，造成激烈的网络舆论冲突。4月6日，辽宁铁人主场战胜苏州东吴的比赛中，一名主队球迷在球场内对大连英博的球衣进行了侮辱性地涂鸦、踩踏，并上传到社交媒体平台，引发大连球迷强烈不满。
2024年4月13日，两队在本赛季首次交手。比赛当天，某辽宁铁人球迷在大连主场球场外做出了脚踩大连英博围巾的行为，并上传至社交媒体平台，再一次激化双方球迷矛盾。比赛过程中，辽宁铁人球迷认为大连英博球员动作尺度过大，同事辽宁铁人对比赛进行到第78分钟时，商隐的单刀机会在罚球区线外被铲球破坏却无犯规的判罚提出上诉，最终中国足协通过评议，认定从现有视频呈现的情况看，防守队员铲球时先触及球，随后与对方队员的接触也不属于犯规动作，临场裁判员作出的不犯规的决定正确。
次月，大连英博队在主场0:1负于广州，并在赛后爆发了激烈的冲突，适逢2023-24赛季CBA半决赛BO7辽宁队落后广东队，大连球迷在与广州队次轮的客场比赛（江西庐山VS大连英博）高喊辽篮助威口号为辽篮加油。一个月后，辽宁铁人又在客场爆冷战胜广州，并击败了与大连英博队存在积分竞争的另外几个对手，同时辽篮击败广东晋级决赛并横扫对手拿下三连冠，双方球迷间的总体氛围明显有所改善，辽宁铁人管理层甚至在本方球迷强烈不满的情况下邀请大连球迷免费入场观赛。
2024年9月1日，大连英博计划做客沈阳奥体中心。开赛前半个月，辽宁铁人以承办大型活动为由，申请更改比赛日期至8月31日，此举得到了大连英博的同意。由于秋季高校开学季来临，大连球迷纷纷操作行程改签。但在大连球迷改签后，俱乐部被辽宁铁人方面告知取消更改比赛日期，大连球迷不得不再次更改行程。
同样的问题还出现在赛前的票务处理上，辽宁铁人首先通过官方信函向大连英博通知本场比赛将开放1万名的客队球迷资格，更有前辽足球员陈星在自媒体透露，本场比赛开放2万名客队球迷入场，此举获得了大连球迷的一致赞扬，并计划向沈铁局申请承包球迷专列高铁前往沈阳观赛，但却遭到了辽宁铁人部分会员的反对。在大连英博官方报名渠道突破了7000人次后，辽宁铁人方面以公安警力不足为由，通知大连方面将本场比赛名额急剧缩减为200人，再次引发了大连球迷与辽宁铁人球迷在网络上冲突。最终在多方协调下，沈阳公安同意优先保证大连方面球迷团体成员与专列球迷的入场资格，同时沈阳赛区安排大巴车对专列球迷提供点对点接送服务，保障了主客队球迷的安全。本场比赛官方计算有超过8000名客队球迷入场观赛，一举打破了此前中国足坛的客队远征球迷人数记录并直接翻倍。
本场比赛是继2019赛季后，时隔4年，中甲联赛再次启用视频助理裁判的首场比赛，但双方赛后仍有判罚争议。比赛6分钟，辽宁铁人5号林隆昌在罚球区内疑似手球犯规。当值裁判员戴弋戈和视频助理裁判贺凯均未判罚球点球。大连英博赛后针对此判罚提出上诉，最终中国足协通过评议认定林隆昌存在手球犯规，但因视频助理裁判可用机位“角度不佳”，导致未能完成准确判罚，加之此前连滇之战的门线冤案足协给出的“难度极大”的说辞，本赛季大连英博已经连续两次因判罚失误而失利。
2024年10月19日，辽宁铁人主场对阵冲击榜二的广州队，由于事关冲超名额，部分大连球迷前往沈阳为辽宁铁人队助威，最终辽宁铁人0-2不敌广州队。赛后，看台上发生暴力事件，多名铁人球迷围攻看台上的大连球迷，同时抢夺、撕毁并丢弃大连球迷身穿的球衣。此举在网络上引发大连球迷不满，舆论发酵后，沈阳警方责令肇事者向受害者书面道歉，并签署悔过书。

### 与广州队的争议
2024中甲联赛第9轮，大连英博坐镇主场迎战来访的广州队。比赛中，两队球员身体对抗不断升级，多次发生冲突。最终广州队客场战胜大连英博，送给大连英博在2024赛季首败。
比赛结束后，门将霍深坪在队友进球后向对手球迷庆祝、未完成中圈握手、未向本队远征球迷致谢的情况下，首先向大连球迷看台做出“三鞠躬”动作，以示对大连球迷嘘声的回应，引发了大连看台球迷强烈不满。听到嘘声后，大连英博球员王选宏从中场跑到看台附近，将广州队门将霍深坪击倒，引发场内大规模冲突。随后，广州队球员及教练组在安保护送下离开比赛场地，在球员通道内，霍深坪向当值比赛监督辩称“鞠躬是致谢”，被比赛监督严肃批评。部分大连球迷出于对裁判员与广州队的不满，在未与警察发生冲突的情况下，于客队球迷看台外静站。
赛后，双方球迷在网络平台上发生了大规模的舆论冲突：部分大连球迷在社交媒体中以广东梅大高速路面塌方灾害为题谩骂广州球迷，相关话语包括“广东梅州高速替天行道”“高速坍塌塌死广东人”等，广州球迷就此事报警；部分广州球迷以大连市被侵华日军殖民的历史，攻击全体大连人民为日本殖民者后代，大连球迷同样就此事报警。
2024年5月10日，中国足协对比赛双方开出罚单。具体内容如下：
1. 给予大连英博足球俱乐部队予以通报批评，罚款人民币20万元。
2. 对中甲联赛大连赛区（大连英博足球俱乐部主场）予以警告。
3. 对大连英博足球俱乐部队10号球员王选宏予以停赛10场，罚款人民币10万元。原因：暴力行为，是引发赛后双方冲突、摩擦的主要肇事者，应承担主要责任。
4. 对大连英博足球俱乐部队44号球员科特尼克予以停赛6场，罚款人民币6万元。原因：特定情况下追向对方球员应被判定为暴力行为。导致事态升级，对造成双方冲突、摩擦负有直接责任。
5. 对广州足球俱乐部队32号球员霍深坪予以停赛4场，罚款人民币4万元。原因：挑衅球迷、公众。中国足协在官方情况通报中指出：本场比赛裁判吹哨结束比赛后，广州足球俱乐部队32号球员霍深坪未遵从裁判指令及时到中场集中，而是在球门附近朝主队球迷看台鞠躬。裁判再次吹哨提醒球员到中场集中，霍深坪仍未积极回应，继续向主队球迷看台鞠躬。在其第一次鞠躬便引起主队球迷不满且情绪激动的情况下，霍深坪又连续两次向主队球迷看台鞠躬。裁判认定其第二、第三次鞠躬行为为挑衅行为，给予其黄牌警告。[註 1]调查组查明，广州足球俱乐部队就赛后向主队球迷谢场未作统一要求，此行为系霍深坪个体行为。调查组调阅了广州足球俱乐部队前三轮客场比赛的谢场视频，不能认定霍深坪有向主队球迷看台鞠躬谢场的习惯性行为。调查组还认为，作为正常的成年人，霍深坪对第一次鞠躬引发主场球迷强烈不满的情况，理应有明确的认知，对主场球迷不接受、很反感鞠躬致谢的方式理应有明确的判断。综合上述情况并在充分听取中国足协裁判委员会、纪律委员会专家意见后，调查组支持本场比赛裁判裁定，认定霍深坪第二、第三次鞠躬为挑衅行为。霍深坪未遵从主客队先集中握手后谢场的程序惯例，不服从裁判哨声指令，未及时到中场集中，且其第一次鞠躬行为已引发主队球迷强烈不满后仍不停止，客观上造成激怒主队球迷和球员的事实，是引发赛场人员聚集、场面混乱的重要因素，对本场比赛发生严重赛风赛纪问题负有不可推卸的责任。[14]

2024年9月21日，双方移师广州进行次循环比赛。赛后多名广州球迷与大连球迷在地铁内产生语言冲突后，其中一名广州球迷向两名大连球迷泼水，并投掷矿泉水瓶，以将两名大连球迷驱赶离开地铁车厢。大连球迷一方报警，涉事泼水者被广州警方处以行政处罚，并手写道歉书致歉。

### 与云南玉昆的争议
2024中甲联赛第14轮，大连英博主场迎战云南玉昆。上半场云南玉昆1:0领先，下半场第49分钟，朱鹏宇的远射击中横梁弹地被云南玉昆门将姚浩洋抱住，当值裁判员马宁未判罚进球有效。转播慢镜头显示，皮球在落地瞬间足球整体越过门线，反弹出球门后被云南玉昆门将抱住。由于本场比赛未设置視頻助理裁判及采用门线技术，助理裁判员也未无法确认皮球是否整体越过球门线，故裁判员马宁无法判罚这粒进球是否有效，示意比赛继续进行。随后云南玉昆球员穆谢奎在短时间内再入一球，云南玉昆2:0领先大连英博。本应1:1的局势因判罚失误变为0:2落后，引发了大连球迷强烈的不满以及长达五分钟对于马宁的全场嘘声，最终大连英博主场0-3不敌云南玉昆。
6月19日，中国足协发布官方评议公告。对于连滇之战的“门线悬案”，中国足协裁判委员会评议组成员一致认为：大连英博射门后，球在击中横梁反弹至地面时，已经整体越过了球门线，应为进球得分。裁判组临场做出的未进球的决定错误，漏判进球。另外，评议组指出：在本判例中，大连英博进攻中在罚球区外起脚远射，球击中球门横梁弹下，触地后弹出，在此特定情形下，在未使用球门线技术或视频助理裁判的比赛中，助理裁判员尤其是裁判员几乎不可能及时到达能够准确判断球是否越过球门线的位置，是一次“难度极大”的判罚。
同赛季第29轮，大连英博40号球员卡兰加打入一球扳平比分，裁判员崔跃强初始判罚进球有效，随后VAR视频助理裁判员何晓春提出介入，裁判员经在场回看后，改判攻方卡兰加进球前手球犯规在先，进球无效。10月30日，中国足协裁判委员会评议组发布了新一期评议结果。对于此判例，评议组首先一致认为：VAR所查看的视频，其角度不能清晰证明球是否与攻方大连英博40号队员手臂有接触，不能证明裁判员的初始判罚（进球有效）出现了明显、清晰的错误，根据竞赛规则及VAR操作规范，VAR依据此视频介入属于错误介入。裁判员在场回看后，依据此视频做出改判也属于错误。同时，评议组多数成员认为，根据现有视频可以判断，球未接触攻方大连英博40号手臂，攻方不存在手球犯规，进球应为有效，裁判员改判为进球无效的最终决定错误。
值得一提的是，尽管同一赛季对阵同一对手，在冲超的天王山之战遭遇两次判罚导致比赛结果更改，但仍未影响大连球迷与云南球迷之间的和谐关系。

### 与长春亚泰的误会
2025年7月27日，大连英博海发队计划客场挑战长春亚泰。赛前，辽宁铁人球迷因7月26日远征与长春同省延边，并自称与长春球迷拥有超过30年的友谊，计划自行前往长春观赛。7月22日，辽宁铁人足球俱乐部工作人员朱葛亮利用职务之便，私自代表俱乐部为铁人球迷大规模购买长春亚泰主场区域球票，其官方身份的行为引发了大连球迷强烈不满，继而引发了大连与铁人球迷网络舆论冲突。7月24日，辽宁铁人足球俱乐部官方微博发布声明，宣布与其聘用关系，事件得以平息。
7月27日，中超联赛第十八轮如期进行，本场比赛长春赛区为大连球迷尽可能地开放了客队球迷看台，据统计至少有4500名以上的客队球迷到场观赛。比赛第45分钟，长春亚泰门将扑救时被皮球击中喉部（这一细节经过多次回放看清），随后倒地无法坚持比赛，裁判员刘钊示意比赛停止并呼叫队医前往查看。大连球迷认为吴亚珂是临近半场结束拖延时间，例行发出嘘声施压。长春主场球迷同样以嘘声反制。根据赛后长春球迷、黑龙江球迷叙述，在这期间，12看台部分手持辽宁铁人旗帜、身着辽宁铁人助威服装的铁人球迷高喊“还我大连人”，意图嘲讽大连球迷。大连球迷第一时间并不知晓喊话者身份，由于长春、铁人两队主色调均为红色，大连球迷认为是长春球迷在挑衅，于是随后高喊“倒数第一”以示反击，其他成建制的长春球迷组织随后以“大连解散”、“三姓家奴”的口号予以回击，直至上半场比赛结束。下半场后再无如此冲突，且长春亚泰主场现场主持在赛后退场期间提醒主场球迷要避免冲突，实现了化干戈为玉帛。

## 球迷组织
排名不分先后，统计时间截至于2025年5月7日。

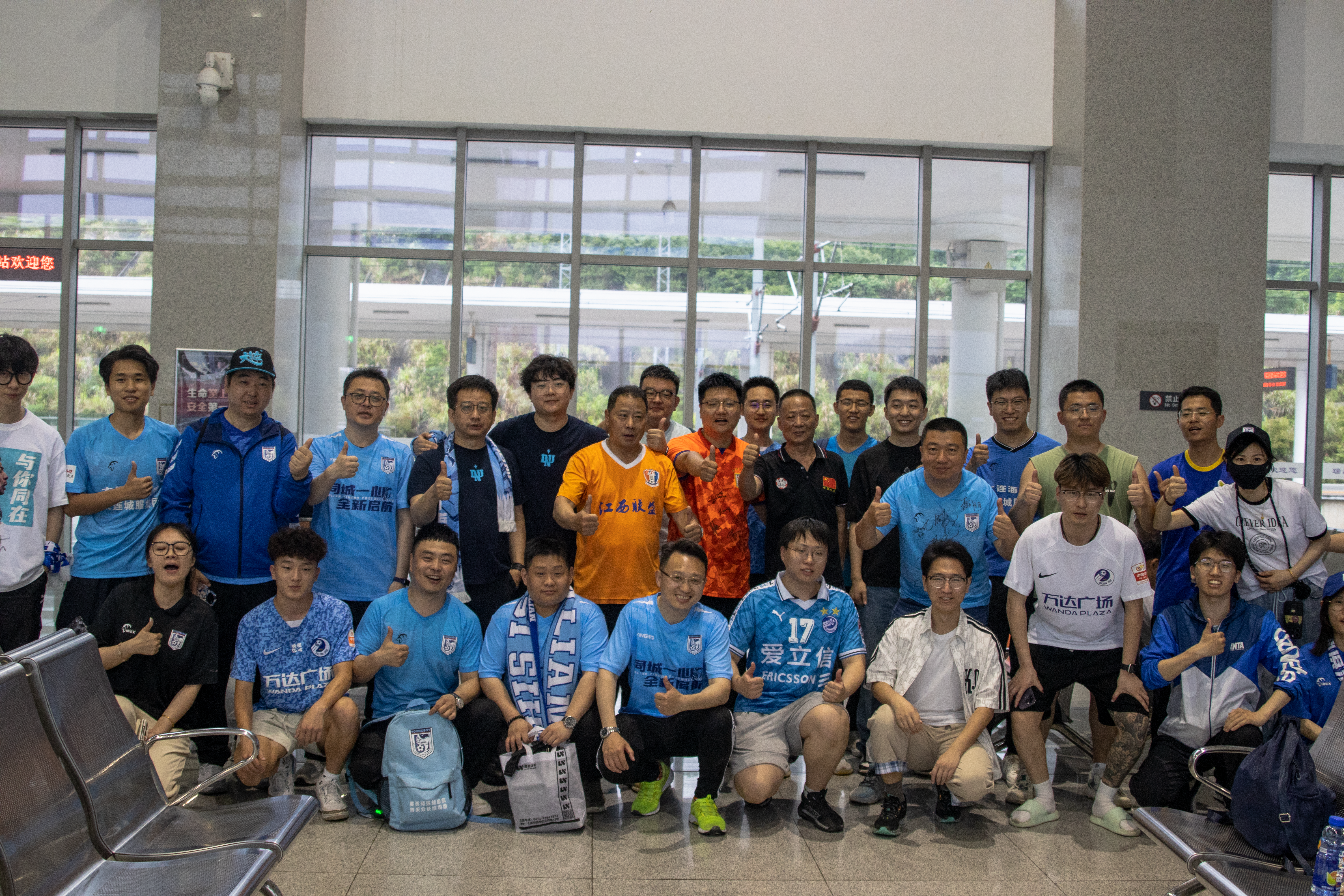
2024赛季第十轮，大连英博客场挑战江西庐山，在火车站里两队球迷一起合影。

### 北看台
1. 大连北看台

### 南看台
1. 半岛雄风球迷会
2. 大连香滨39°球迷会
3. 蓝鲨球迷会
4. 旅顺足球球迷协会
5. 大连热血狼牙球迷协会
6. 大连海魔球迷会（飓风海魔自2020年起已更名为海魔）
7. 庄河球迷会
8. 大瓦球迷会
9. 气势如虹球迷俱乐部
10. 金州球迷协会
11. 大连球迷联盟俱乐部
12. 大连普兰店市足球球迷协会
13. 大连球迷之家协会
14. 海阔天空球迷协会

注：
- 蓝色激浪为支持大连实德足球俱乐部、大连超越足球俱乐部的Ultras组织，不支持大连英博足球俱乐部
- 旗战球迷会为支持大连人职业足球俱乐部的Ultras组织，不支持大连英博足球俱乐部
- 青年连球迷协会2024赛季退出大连南看台，更名为蓝翼，支持大连鲲城

## 球队主场
2022赛季，赛会制比赛，均为中立场比赛。
2023赛季，大连金州体育场为球队的主场。

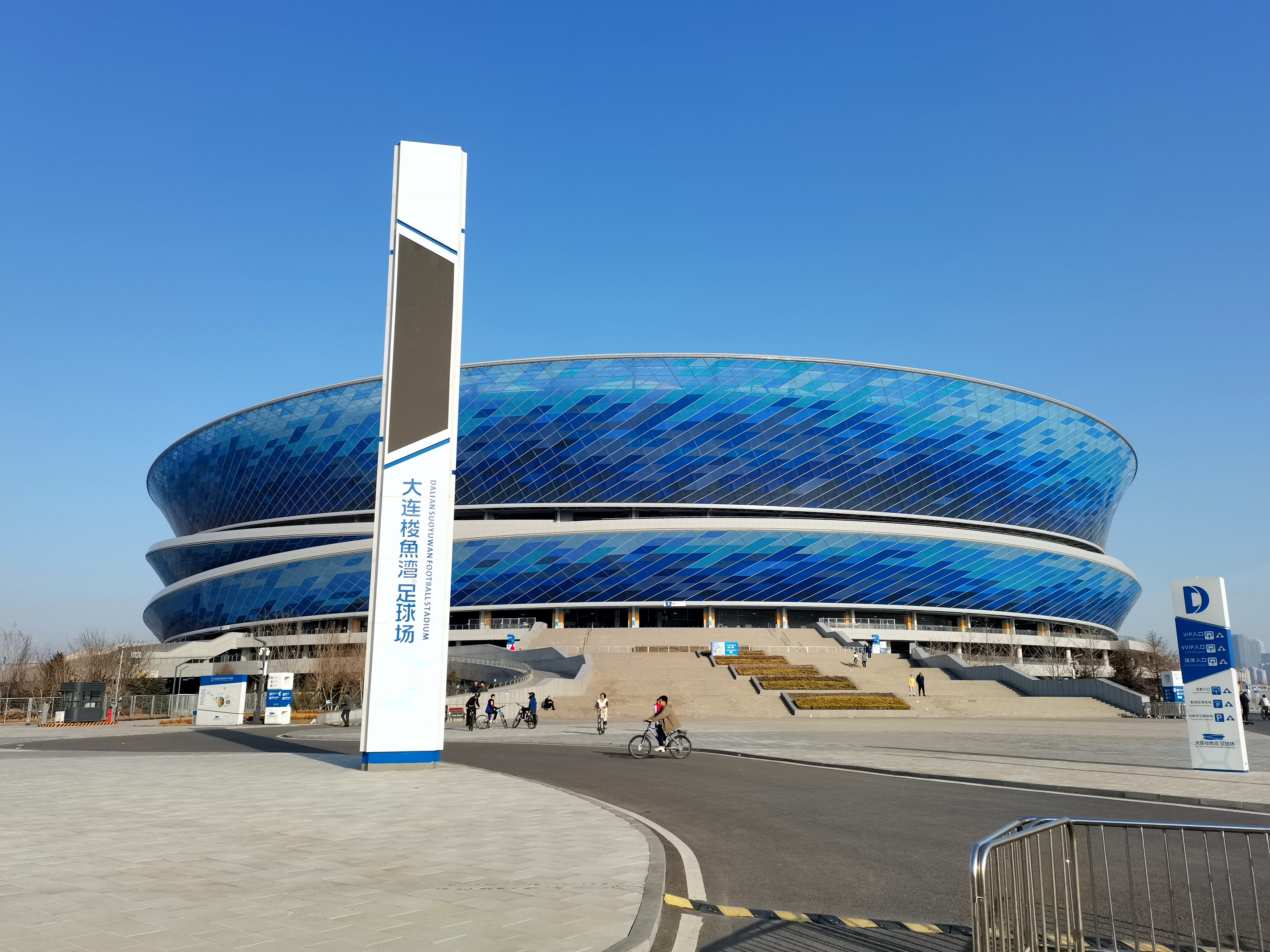
大连梭鱼湾专业足球场

2024赛季，大连梭鱼湾专业足球场成为球队的新主场。